# Bivongi
Bivongi es un municipio sito en el territorio de la provincia de Reggio Calabria, en Calabria (Italia).

## Etimología
El nombre de Bivongi tiene muchas hipótesis etimológicas. Tiene una origen de las diferientes variedades de idioma calabrés: Bivungi, Buvungi y Bugungi, y como dice en el Diccionario toponomástico y onomástico de Calabria de Gerhard Rohlfs deriva del latín Bubungium (1353), En XVI siglo se llama Bofongi.
El nombre griego es Boβὸγγεζ (Bobònges) como está escrito en el Brebion, documiento griego del 1050, escubierto da Guillou en la biblioteca privada de los contes Capialbi de Vibo Valentia.

## Fiestas

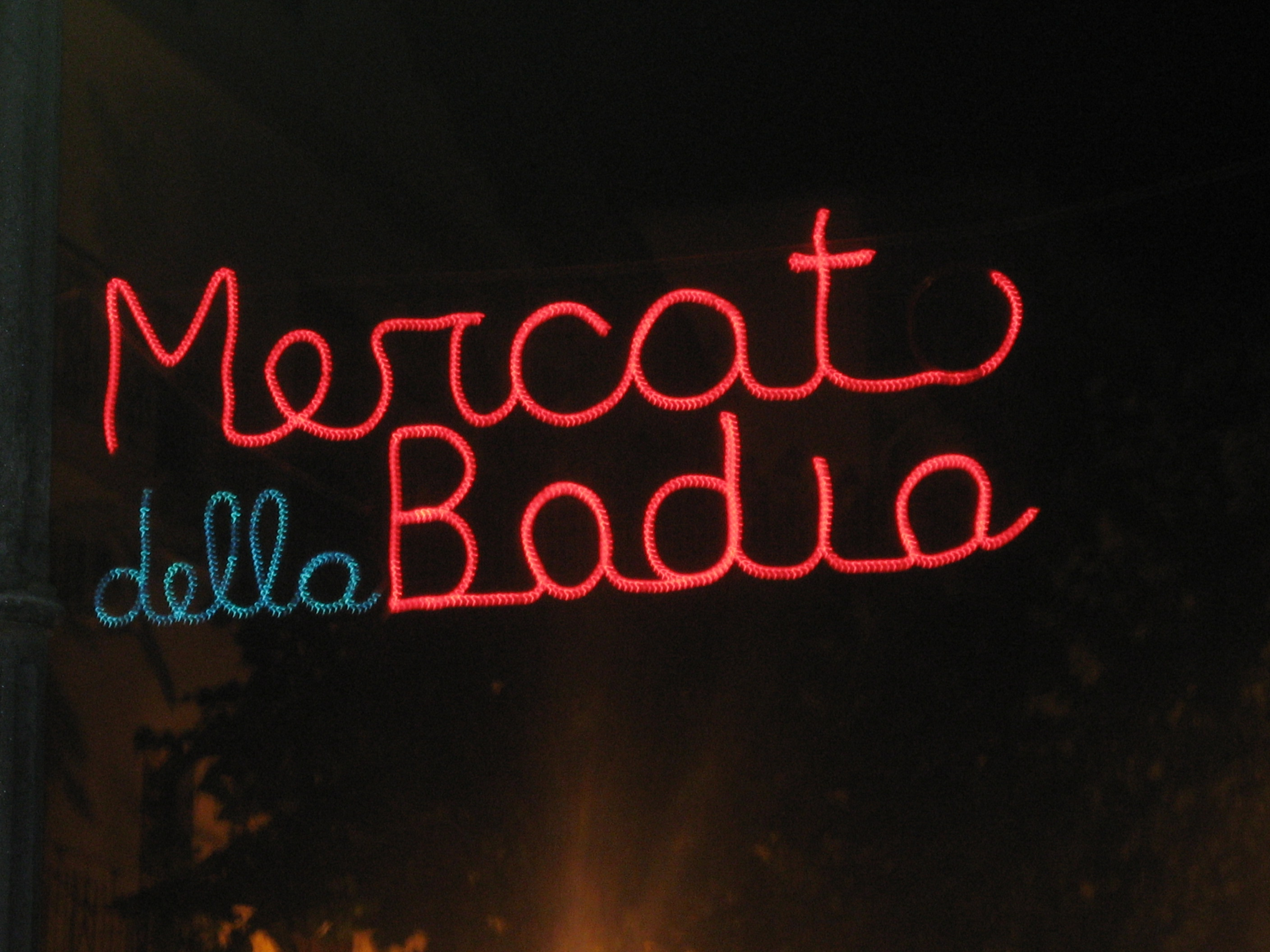
Mercato della badia

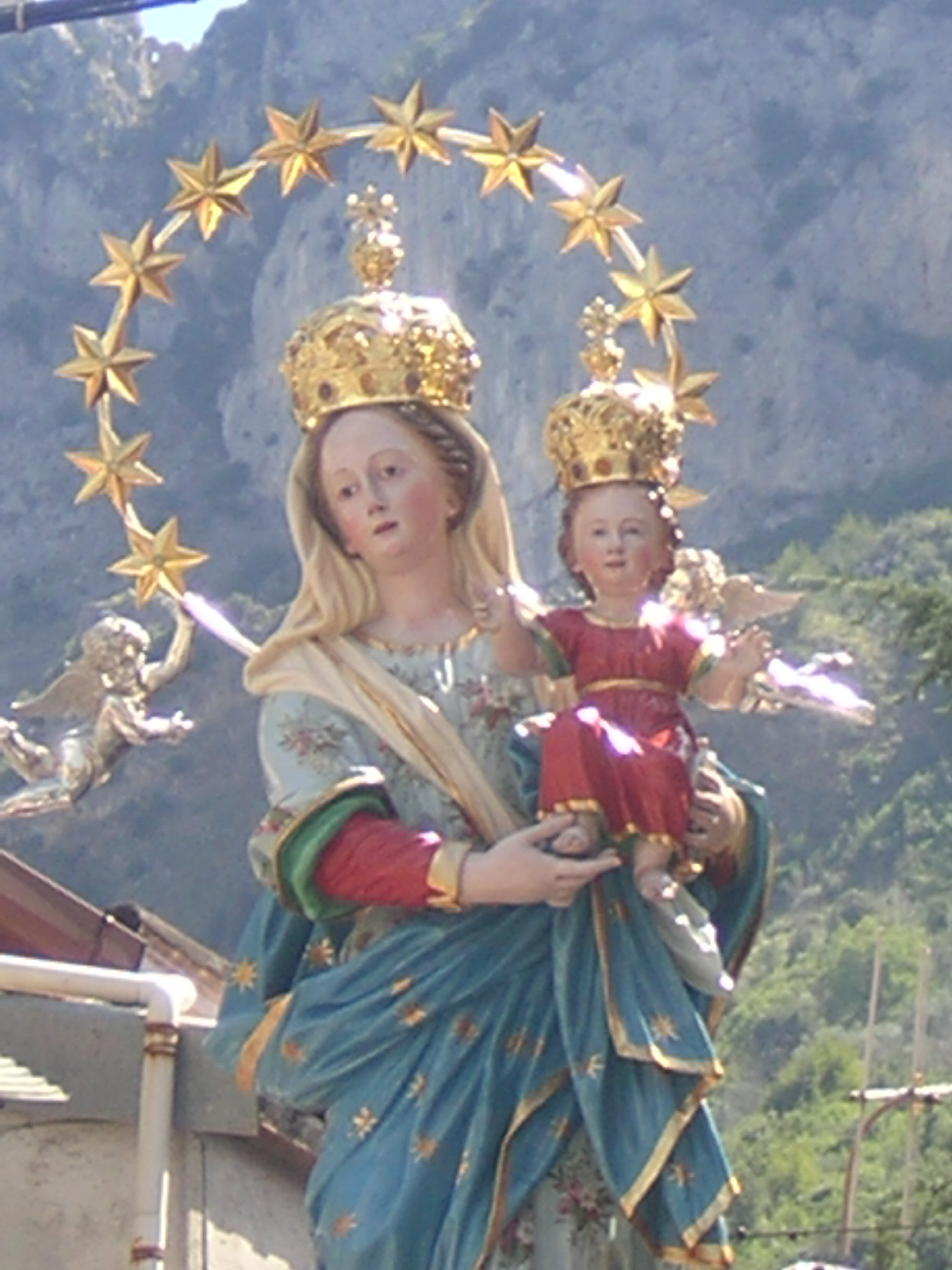
Mamma Nostra

- 5 de febrero - Festa di Maria SS. Mamma Nostra
- Febrero, Festa ortodossa di San Giovanni Theristis
- Avril, Pasqua cattolica e ortodossa
- Agusto, Mercato della Badia -
- Agusto, Sagra del vino
- Segundo domingo de Septiembre - Festa di Maria SS. Mamma Nostra
- Noviembre, San Martino

## Iglesias, museos e monumientos
- Monasterio ortodoxo de San Giovanni Theristis
- Monasterio SS. Apostoli
- Santuario Maria SS. Mamma Nostra
- Galèria d'Arte Moderna e Contemporanea "AM International"

## Administraciòn de Bivongi
- Sindacos de Bivongi:

| Sindaco                | Partido                                       | Fecha de elecciòn     |
| ---------------------- | --------------------------------------------- | --------------------- |
| Ernesto Augusto Riggio | Centro                                        | Elegido el 26/05/2002 |
| Ernesto Augusto Riggio | Lista Civica uniti per Bivongi                | Elegido el 26/05/2007 |
| Felice Valenti         | Lista Civica                                  |                       |
| Felice Valenti         | Lista Civica                                  |                       |
| Vincenzo Valenti       | Lista Civica                                  |                       |
| Grazia Zaffino         | Lista Civica Il Paese che Vorrei-RinnovaMenti | Elegida el 10/06/2024 |

## Demografía
| Gráfica de evolución demográfica de Bivongi entre 1861 y 2001 |
|                                                               |
| fuente ISTAT - elaboración gráfica a cargo de Wikipedia       |

## Curiosidad
- La comunidad bivongese de La Plata en Argentina en el 1960 creó el Centro culturale Bivongesi.
- En el 2012 siempre a La Plata se hace la manifestaciòn Incontro dei bivongesi nel mondo con la proyección de una película de Gregorio Calabretta, Ieri come oggi(ayer como hoy).[5]

## Galleria fotográfica

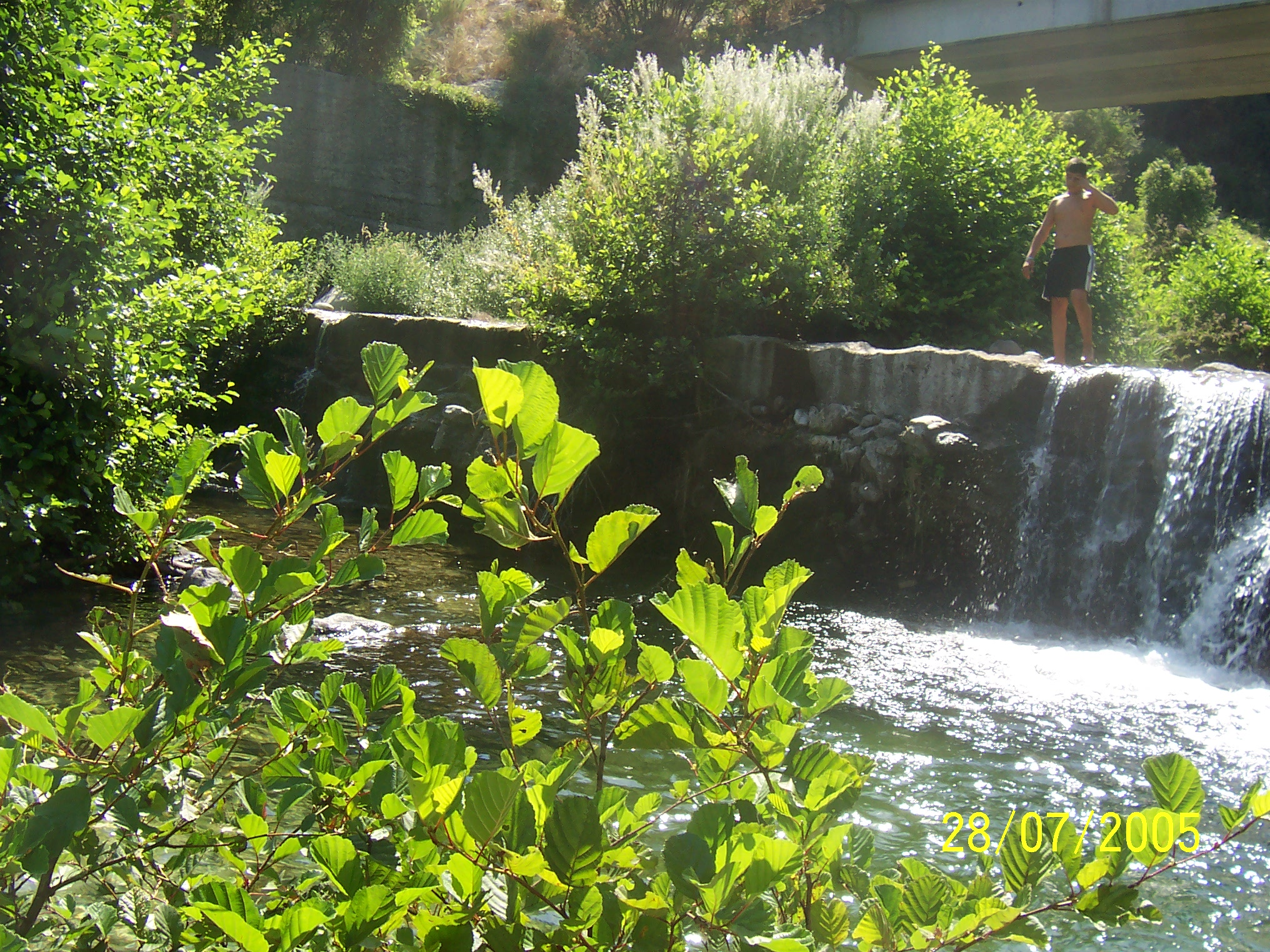
Laghetto di Bivongi
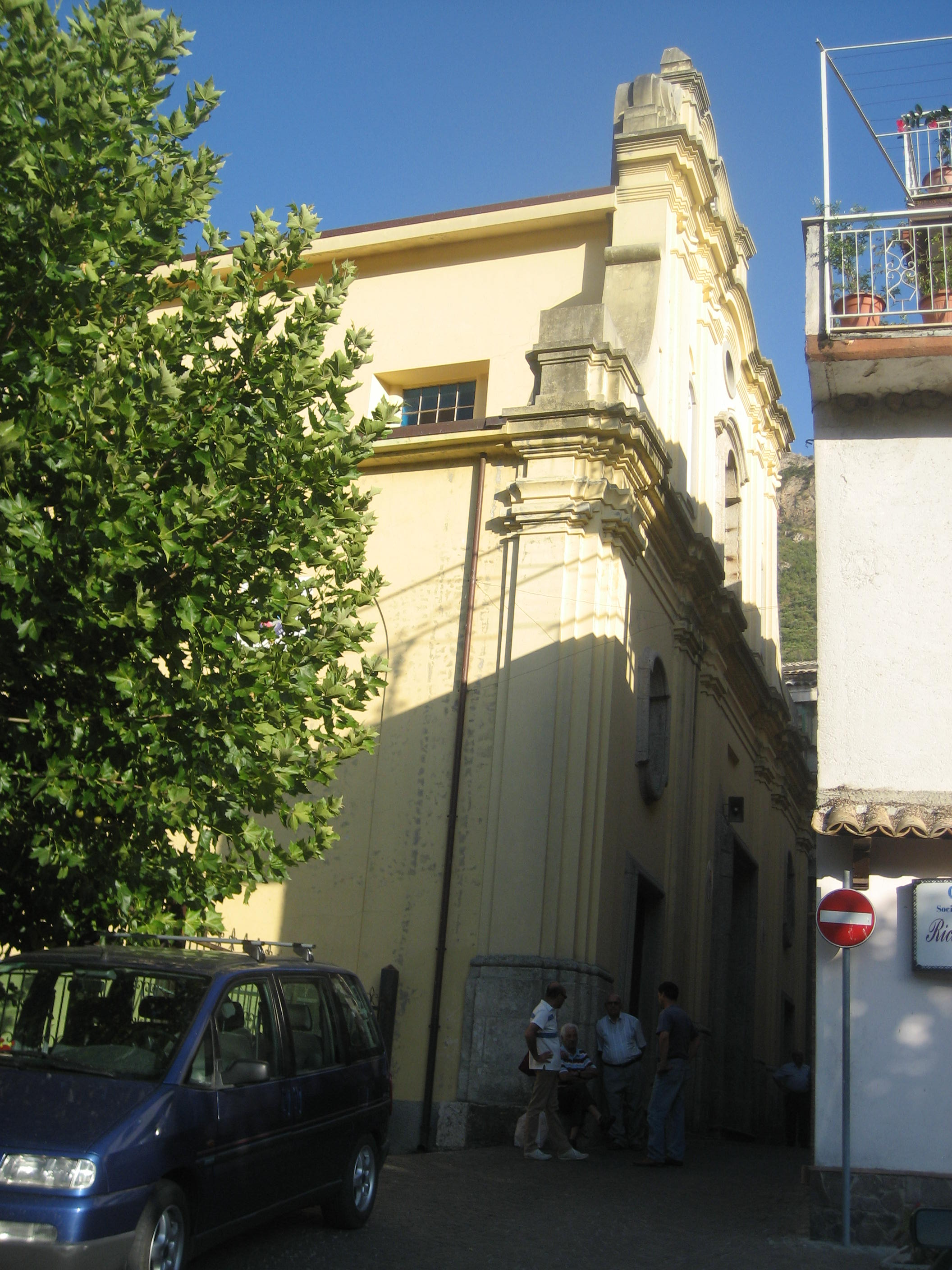
Chiesa della Mamma Nostra di Bivongi
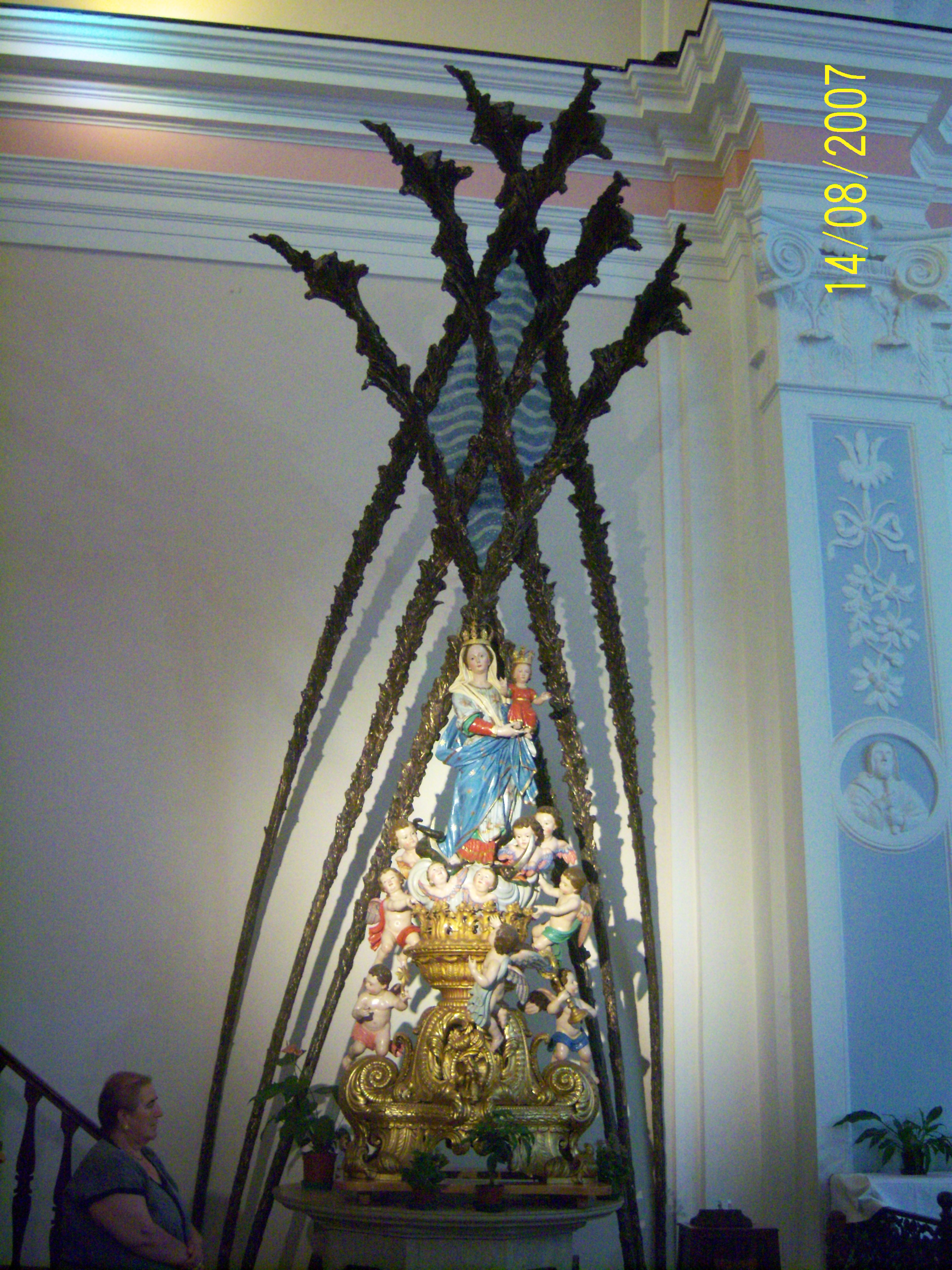
Mamma Nostra
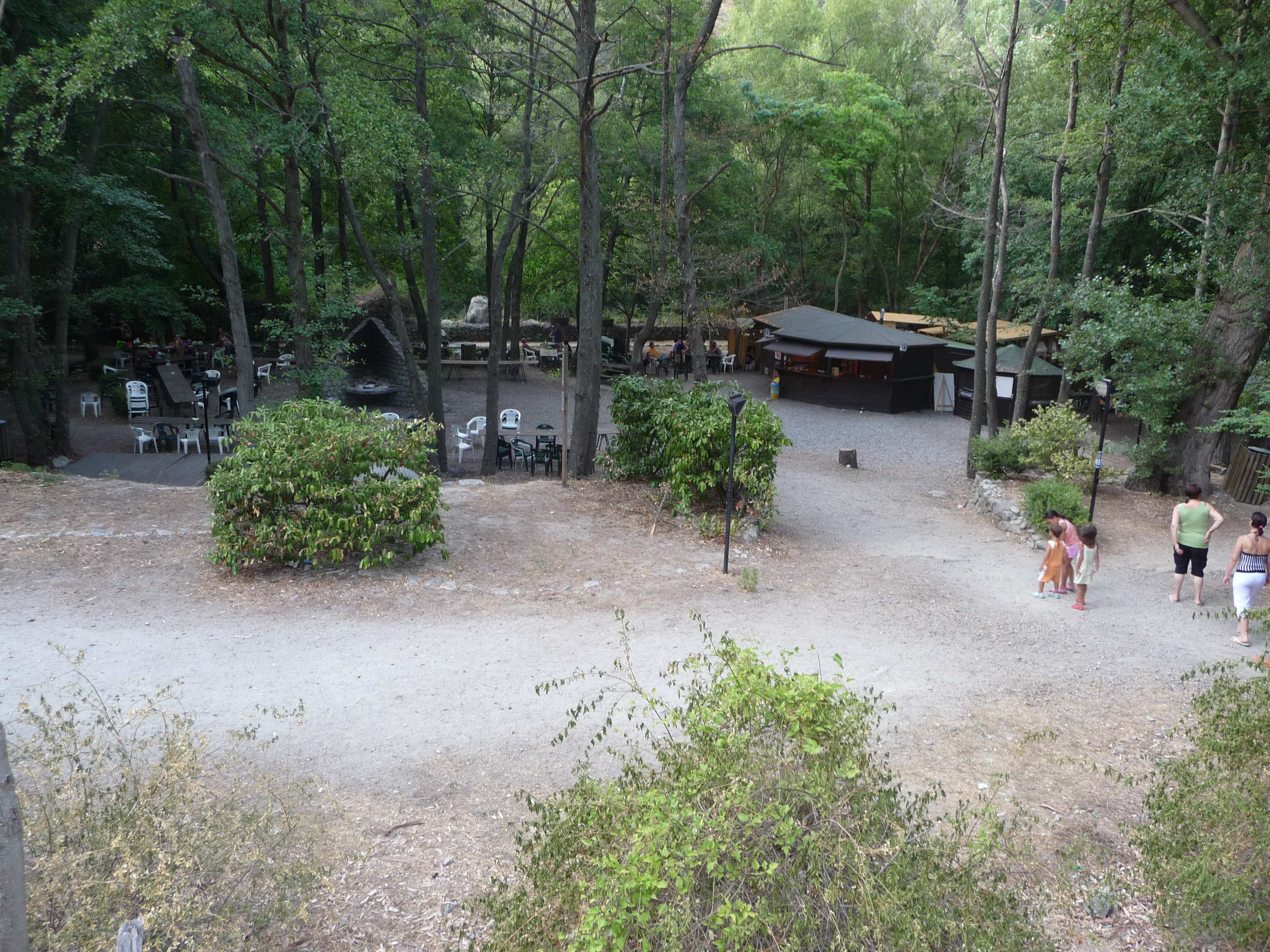
Parco Nicholas Green
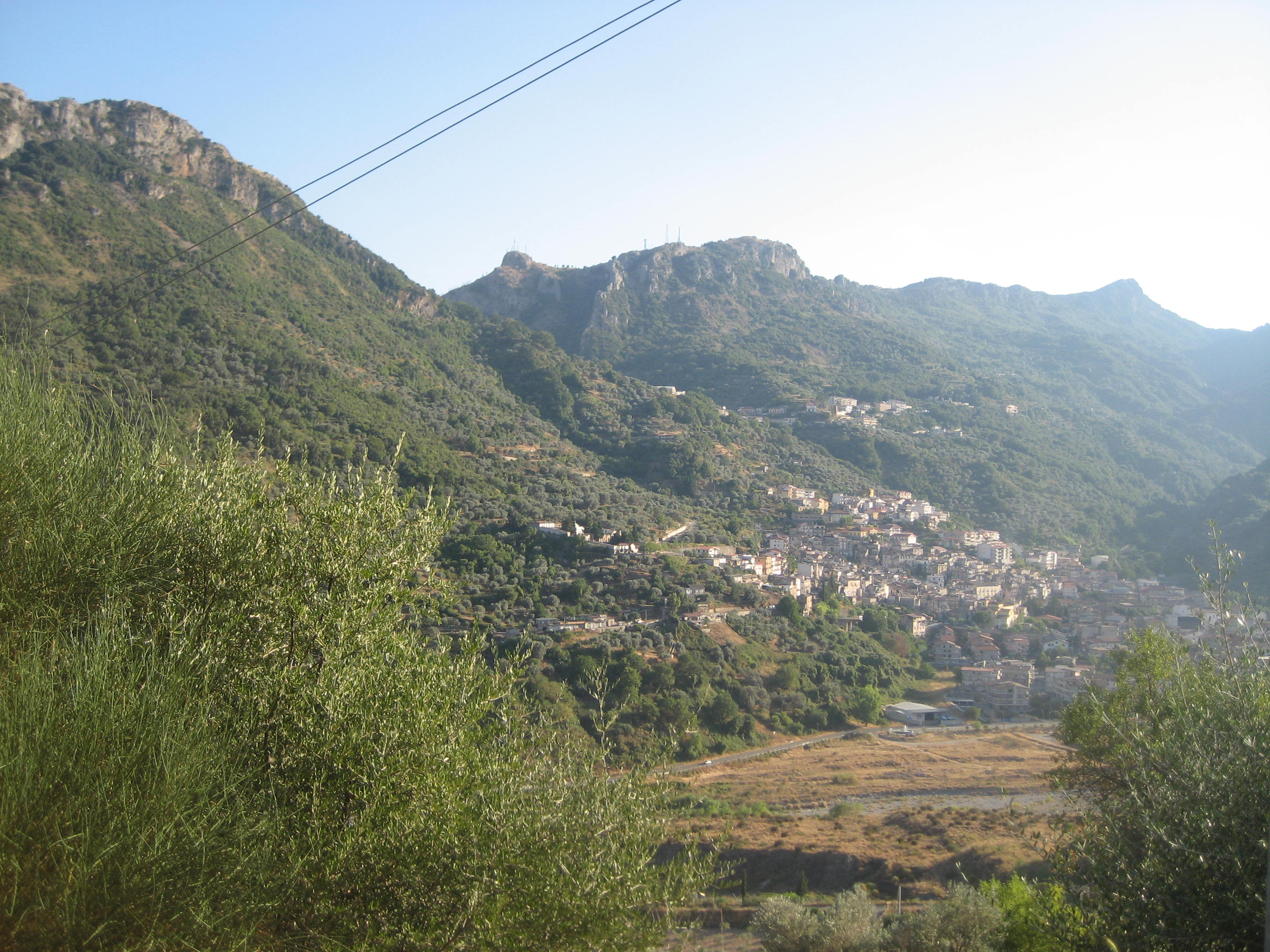
Bivongi ai piedi del Consolino e Monte Stella
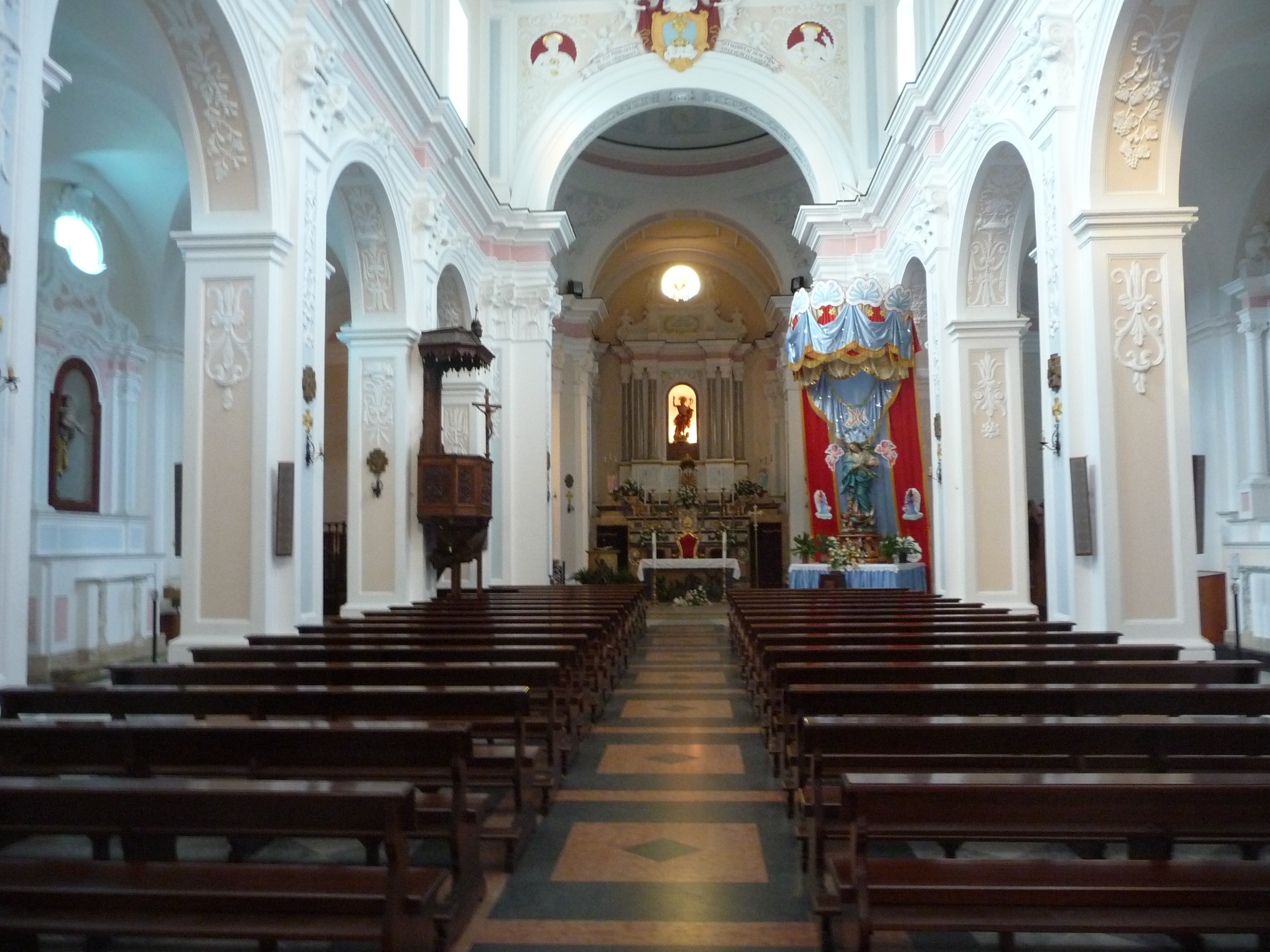
Interno della chiesa della Mamma nostra

## Ciudades hermanas
- La Plata (Argentina) 20/03/2012

## Véase también

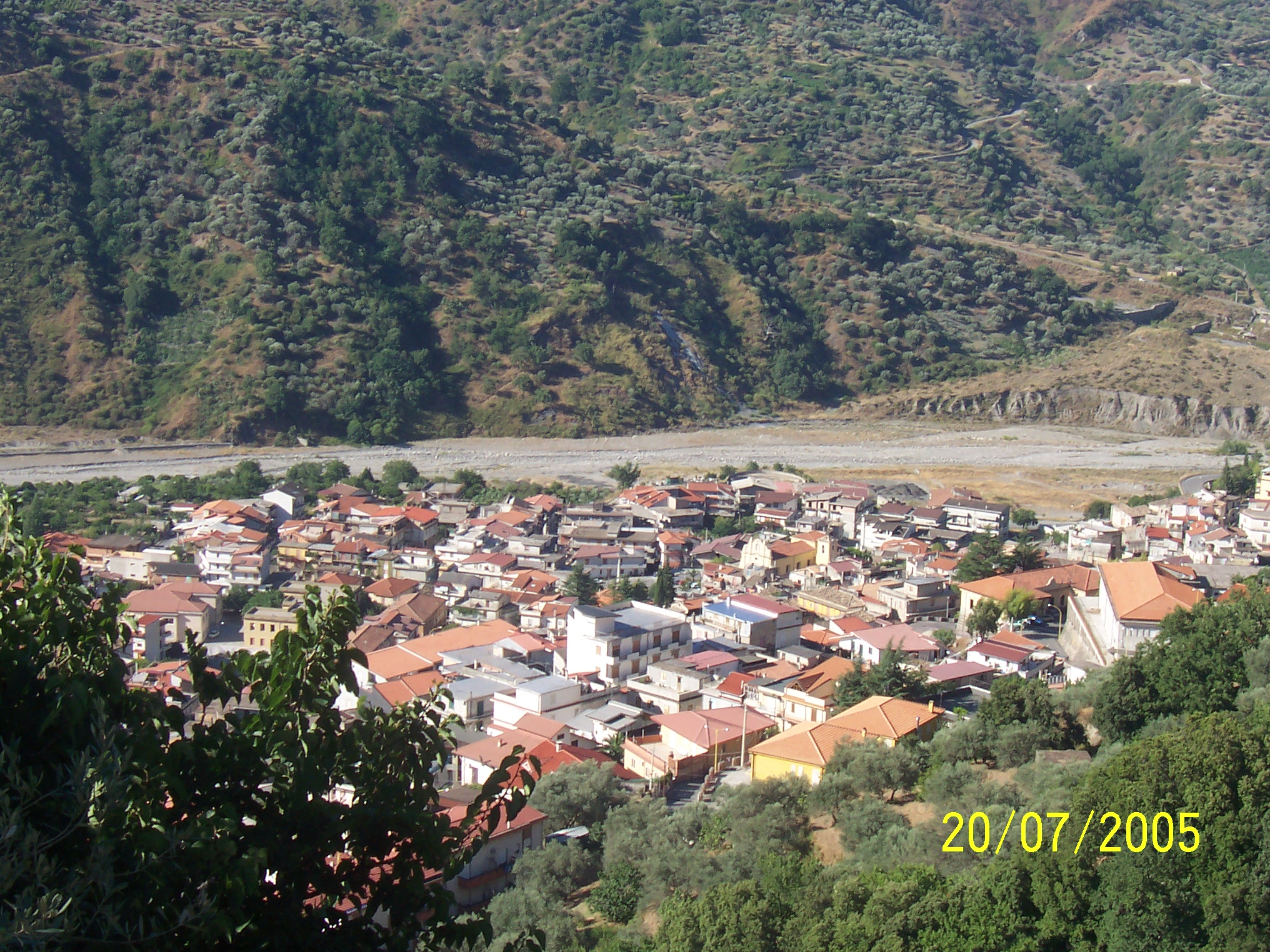
Panorama

### Vinos de Bivongi

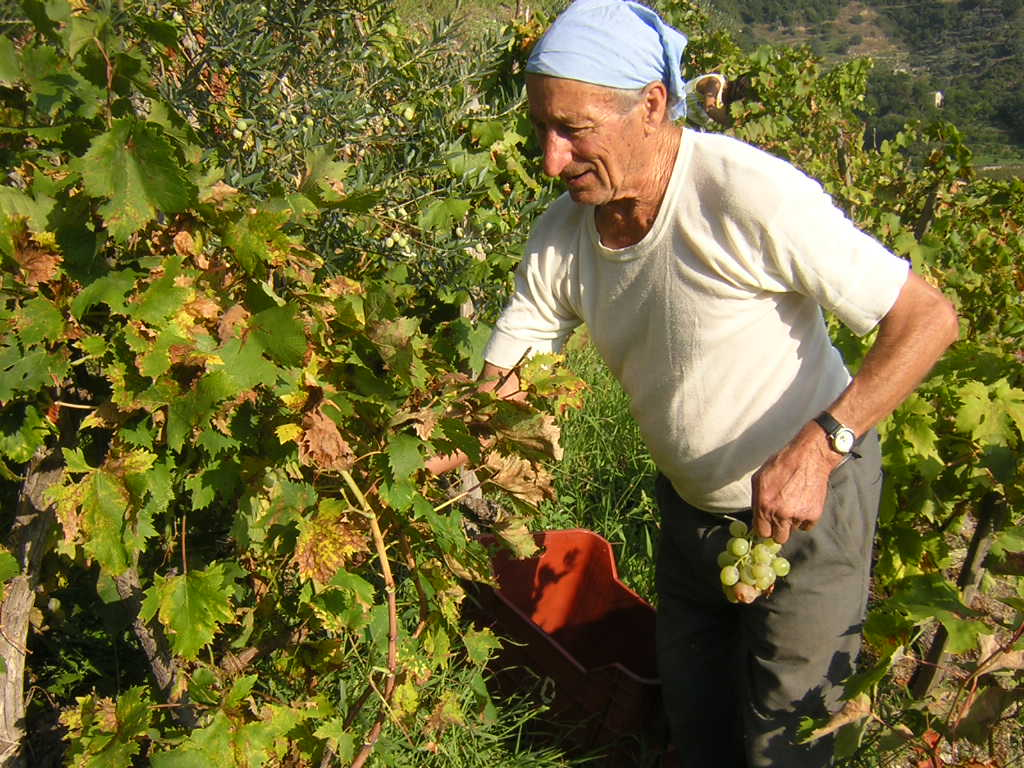
vendemmia

- Bivongi bianco
- Bivongi novello
- Bivongi rosato
- Bivongi rosso
- Bivongi rosso riserva